# クローバー (小説)
『クローバー』は、島本理生の恋愛小説。『野性時代』（角川書店）にて2005年12月号で最初のエピソード「クローバー」を発表。のちに連作短編（連載）として続きのエピソードが執筆されることになり、『野性時代』2006年5月号から2007年5月号まで隔月で全8回連載された。2007年11月に単行本を上梓した。

## 執筆
2015年の『本の話WEB』のインタビューでは、もともとは（島本初の連作短編集）『一千一秒の日々』の延長線上という風に考えていたとのことで、「読み切りのつもりでポップな短篇を書いたら、担当の方に「この話まだ続きますよね」と言われて、「え？あ、じゃあ続けます」ってことで」連作短編化されたと答えている。
2010年に『文藝』掲載の島本の特集記事におけるロングインタビューでは、「（『新潮』での執筆（『大きな熊が来る前に、おやすみ。』と『あなたの呼吸が止まるまで』）ほぼ同時期に執筆することとなり）ぱっつり二つに分かれたんですよね。（本作）『クローバー』には（『新潮』での執筆の2作に対して）そこまで深刻な過去のトラウマはないですね」と語り『新潮』での執筆とは異なる方向で作品を描くよう意識していたとしている。また「最初はどの程度軽くしたらいいのかわからなくて（中略）、『ナラタージュ』のときに会話の指摘をされたこともあって、「じゃあもっと早巻きでもいいのかな、やってみよう」って」思ったことから、会話の場面の描き方に細心の注意を意識しつつ軽さとしユーモアにあふれた作品になるよう執筆したと答えている。
2007年に『野性時代』で島本の特集記事が企画された際の自身による単行本刊行済みの全作品解説がされ、本作については「当初の予定としては、華子がいろんな男の人と付き合って、それに冬治が振り回されて、というもの」を構想していたが「2回目に熊野君（細野）が現れたので、華子はもう大丈夫かなと思い、冬治のほうにシフトしていった」と記し、本格的な連載に移行して以降は冬治を中心にした物語にシフトしたと解説している。
しかし当時の島本は、特に『新潮』での執筆で「作品に引っ張られる形で自分の精神状態もつらい時期」にあり、単行本上梓直後のメディア露出において「本当にダメなものを書いてしまった！ もう見たくない！」と答えたり、単行本のあとがきに「冬冶これまで書いた作品の中では一番苦手なタイプ」などと答え本作に対して自らネガティブな発言を残していた。
単行本あとがきでは前述の冬治が苦手であるという記述の他に「それでも付き合い続けたのは、彼の弱さや迷いに近いものは私自身の中にもおそらくあって、一度は向き合わなければならいものだったからではないかと、書き終えた今、思います」と綴り冬治という人物は自分にとって苦手なタイプであるものの、その人物像に自分にも当てはまる部分があるから、冬治という人物をまっすぐに見つめられない（客観的になれない）という部分があったと解説している。
文庫本のあとがきではまず、「冬冶は、堂々巡りと葛藤を続け、そこに完璧な決着はありません」と綴り、単行本あとがきでの冬冶への否定的な意見に対して、あらためて客観的な意見を述べた上で、「本書は、雑誌掲載時から、私自身が書いては何度も立ち止まり、手を入れました」と綴って（文庫本あとがきに付記された日付2010年12月5日時点で）自らの心の変化により、単行本上梓時とは変わり、落ち着いて読み返すことができるようになり、まったくダメなものではないと解釈できるようになっという発言を残している。
また、島本のエッセイ集『CHICAライフ』では、自身の一重まぶたコンプレックスのことを話題にしたエピソードの単行本化においてのあとがきにて「昨年（エッセイ集の執筆からさかのぼって2007年に）『クローバー』という小説で、容姿や能力にコンプレックスを持つ登場人物たちを書いたところ、予想外の好評を得ることができた」とも綴っていて、少し時間を置いてこの作品に触れた段階で自己否定的な意見は薄れていたことを覗かせている。

## あらすじ

### クローバー
優柔不断な冬冶と勝手気ままな華子。双子の姉弟であるふたりは共に大学進学を期に静岡から上京。共同生活をしている。ある日、華子は合コンの数会わせのため無理やり冬冶を連れ出す。そこで冬冶は金森佐和子という女性と連絡先を交換した。一方の華子はバイト先の眼科で一目惚れして受付業務の傍ら保険証から奥村弘之という名前や住所、電話番号などを控え、おつりを間違えたからそれを渡すため面会すると約束を取り付けてしまったと揚々語る。
クリスマスイブの夜、華子は弘之の誘いでパーティーに出かけるが、冬冶に「1時間後私から連絡がなかったら、次の住所まで迎えに来て」とメールを送り、冬冶が指定の場所に向かうと、建物の中からセーラー服姿の華子が逃げ出して来た。華子は弘之の父母への考えに同感できず、頭に来て逃げてきたと語る。

### 猛獣使い
ある日、細野が華子を訪ね家に現れる。華子いわくストーカーと思われるほどの距離感で接して来ているとのことだが、冬冶は華子に気を配り細野を喫茶店に連れ出す。そして細野の話を聞いた冬冶は華子の身勝手さをあらためて痛感する。
その後に華子の携帯電話に無言電話がかかってくるようになり、過剰反応する華子に冬冶は振り回される。そしてバイトを終えた冬冶が部屋に帰ると華子、細野に加え、細野の元交際相手の星野が部屋にいた。華子は星野の未練たらしい振る舞いを切り捨てるような言葉を吐き細野とは星野と決着を付けるまで一切の連絡を拒絶した。

### 不機嫌な彼女たち
些細なことから華子とケンカした冬冶。しかし華子のいう通り、そろそろ進路について考えなければならない時期であることは事実だった。ある日の冬冶は、前日に出席できなかった講義の内容を同じ実験室の雪村にノートを取ってもらったことから冬冶は彼女を意識するようになる。
実験室のメンバーで飲み会を開くことになり出かけることになった冬冶は、飲み会の席でも進路について話し合うことになる。実験室仲間の藤森が酔いつぶれ、冬冶と雪村のふたりきりで話すこととなり、雪村は酔いに任せて放言を放つことで冬冶普段は内に秘めている雪村の真の思いを知ることになる。

### 東京、夏の陣
単位を取るため夏休み返上で大学に通う冬冶。ある日の試験の日、関数電卓を忘れて困っていた冬冶は華子に連絡し届けてもらうことにする。冬冶の大学にやって来た華子と学食で食事することになるが、華子見たさに仲間の女性陣が集まってくると雪村は不自然に席を外す。
細野の来訪の日に雪村を誘うことになり、4人でテーブルを囲んでいたが、冬冶たちの従兄弟の史弥が大学の説明会に行くため上京し、冬冶たちの部屋に泊まるということになったと一方的に告げられたため、史弥とソリの合わない華子は絶句する。

### 水面下
史弥を迎えに行った冬治と華子だが、駅に史弥の姿はない。華子が史弥の家に電話をかけると、叔母により熱を出して寝込んでいると知らされ華子は脱力。そして帰りに立ち寄った店で華子は冬冶にあらためて雪村について問い冬冶も細野とのことについて聞き返すが、華子はふいに冬冶の元交際相手の朝比奈の名を告げる。
風邪を引き寝込むこととなった冬冶の元に雪村が見舞いに来る。雪村は冬冶を看病する最中、唐突に「私はあなたが好きです」と告白する。しかしその後、雪村に煮え切らない態度を取る冬治に華子は、「後悔するよ」と不気味な予告する。

### 来訪者、いくつかの終わりと始まり
華子の協力を得て変貌を遂げた雪村、冬冶は藤森と彼女の話をしていたがふいに藤森が進路を確定させたと告げる。ある日、従兄弟の史弥があらためて大学の説明会に行くため上京し冬冶たちの部屋を訪れる。華子は部屋に戻らないと告げ、史弥のことを冬冶に押し付けしばらく行方をくらます。
冬冶たちは、飲み会を開くことになる。冬冶は雪村の姿を追うと史弥が雪村になぜ冬冶と避けるよう接しているのかと訪ねている所であった。ふたりの会話に割って入った冬冶だが、そこで史弥たちとは異なり素直に話せない。冬冶は飲み会が終わり帰路に付く雪村を追いかけ、一度ふたりだけで会いたいと告げる。

### 淡い決意
雪村と付き合い始めた冬冶だが、まだ進路を決めていなかった。雪村は父親の体調がよくないためしばらく会えないと冬冶に告げる。そんな中、冬冶は静岡に帰郷、進路のことについてうやむやにしようとしたが父母に釘を刺され実家から通える大学院へ進むことを決意する。
帰京した冬冶は、華子、雪村、と共に細野の車に乗って旅行に出かける。途中立ち寄った温泉で冬冶は大学院へ進むと決めたと皆に告げる。しかし華子の追求により冬冶が自分の都合しか考えないことが露見する。冬冶は雪村に意外と自分勝手だと指摘されるものの、遠距離恋愛になることを了承してもらい旅は終わる。

### 向こう岸へ渡る
冬冶は雪村と順調に付き合っている。そんな冬治ふいに金本佐和子からのメールを受け取った。一方で雪村の父親が脳梗塞で倒れたと連絡が入り、このままだと付き合って行けなくなるかもと口にしたため、冬治は東京を離れられないと思うようになり進路を変更しようと考え静岡に帰り父母を説得しようとしたが、父は就職という道を頑なに拒む冬冶を諭す。帰京した冬冶は自棄気味になり佐和子と会ってしまう。
後日、冬冶は雪村に許しを乞う、雪村は冬冶にある要求をするが、それは雪村が冬冶のことを試すための罠であった。雪村を見失い路上でケンカしたため交番の世話になった冬冶を引き取りに来た華子は、交番からの帰りに駅で電車を待つ途中「次の電車のドアが開いて降りて来た人が女なら雪村を追いかける。男なら雪村を忘れる」と決めろと冬治に提案する。電車から降りて来た客は双子の男女であった。
3ヵ月後、雪村と仲直りした冬冶は就職すると決意する。

## 登場人物
冬冶（とうじ）
大学生。華子の双子の弟。物理学者のファインマンを尊敬している。優柔不断な性格で、いつも華子に振り回される。一方で雪村や朝比奈など交際相手からは自分勝手とも評される。
華子（はなこ）
女子大生。冬冶の双子の姉。より良い相手と出会うために外見も内面も努力を惜しまず、家族以外には素顔をさらさない。ワガママな性格で、弟の冬冶にとっては暴君のような存在。眼科の受付でバイトをしている。
細野有季（ほその ゆうき）
公務員。北海道の室蘭に実家がある。飲み会で華子に一目惚れし、毎日のようにプレゼントや花束を持って華子の前に現れる。熊のように大柄な体格で、華子からはおろか冬治にも影では「熊野」と呼ばれている（もっとも作中で細野と描かれる場面はそう多くない）。何度華子に振られても全くめげない。姉が3人おり、女心の変化に聡い。華子からは酒癖の悪さを指摘される。
雪村容（ゆきむら よう）
冬冶と同じ研究室の学生。埼玉県草加市が実家で大学には実家からの通い。3年生の時に体調を崩し再履修生となったため、冬冶より年上だが、外見からは年齢不詳。化粧もせず、流行の対岸にいるようなファッションをしている。のちに華子の手により可憐な姿に変貌をとげ冬治たちを慌てさせる。深酒をすると妙に論理的に相手絡む悪癖もある。
奥村弘之（おくむら ひろゆき）
華子がバイト先の眼科の受付で一目惚れした男性。華子の強引なやり取りにより連絡を取り再び会うようになるが、クリスマスパーティーの際に彼の家庭感などを聞かされた華子は、彼のことを受け入れられないと悟る。
星野（ほしの）
細野の元交際相手。細野と一緒に上京し、交際していたと語り、細野から別れたと宣言されても納得せず、現在の交際相手の華子の元に乗り込んでくる。
朝比奈（あさひな）
冬冶の元交際相手。冬冶とはバイト先のコンビニで知り合う。しかし冬治の身勝手さに愛想を尽かし別の恋人を作ってしまう。
藤森（ふじもり）
冬冶の大学の同級生。
金本佐和子（かなもり さわこ）
華子の知り合い。華子が冬冶を数会わせのために呼んだ合コンで冬冶と知り合いになる。
史弥（ふみや）
冬冶と華子の3歳下の従兄弟。幼少期に華子に気があったが、デリカシーのかけらもない物言いから華子に嫌われる。

## 批評など
2010年『文藝』の島本の特集号に掲載された「作家による作品解説エッセイ」で本作を担当した中村航は、（以前に島本と対談した際に）「恋愛小説は詰め将棋のようなもの」と、例えたことから、島本を将棋の世界の竜王級なのかもしれないと評した上で、「この作品は真剣で、ふっくら心地よくて、そしてユーモアに溢れている（2009年までに上梓された単行本作品の中では、特にユーモラスだと思う）」と評し島本の2009年までの単行本上梓の作品のなかではもっともユーモア（軽さと明るさ）に振った作品と解説している。一方で物語の終盤の華子が電車のドアを前にした部分を引用し、この仕掛けを双六になぞらえ、まっすぐなストーリーを描きつつ最後にギャンブルのようなシーンを挿入することにより読者を最後に驚かせようと意図した演出なのだと解説している。

## 書誌情報
- 単行本 2007年11月、角川書店 ISBN 978-4048738170
- 文庫本 2011年1月25日、角川文庫 ISBN 978-4043885039